# Stictotarsus duodecimpustulatus
Stictotarsus duodecimpustulatus is een keversoort uit de familie waterroofkevers (Dytiscidae). De wetenschappelijke naam van de soort is voor het eerst geldig gepubliceerd in 1792 door Fabricius.